# Siemkowice
Siemkowice (Siemikowice) – wieś w Polsce położona w województwie łódzkim, w powiecie pajęczańskim, w gminie Siemkowice.
W latach 1975–1998 miejscowość administracyjnie należała do województwa sieradzkiego.
W jej pobliżu znajduje się stacja kolejowa Chorzew Siemkowice.

## Części wsi
| SIMC    | Nazwa         | Rodzaj    |
| ------- | ------------- | --------- |
| 0713036 | Działy        | część wsi |
| 0713042 | Karczówki     | część wsi |
| 0713059 | Łużyk         | część wsi |
| 0713065 | Mokry Las     | część wsi |
| 0713071 | Niwy          | część wsi |
| 0713088 | Piaski        | część wsi |
| 0713094 | Poręby        | część wsi |
| 0713102 | Stachurowizna | część wsi |

## Historia
Tereny gminy obejmują prastare ziemie nadwarciańskie. Historia Siemkowic wiąże się z Bolesławem Krzywoustym. Według Marcina Bielskiego Jan Werszowiec (Werszowic, Wrszowic, Wierszowiec, Wrsowicz) zabił w XI wieku w oblężeniu Wrocławia księcia czeskiego Świętopełka Przemyślidę i ze swoim oddziałem przeszedł na stronę Polaków, przyczyniając się walnie do ich zwycięstwa. Król Bolesław III Krzywousty nagrodził go za ten czyn ziemią, do której należała również wieś Siemkowice. Z biegiem czasu potomkowie protoplasty rodu Okszyców podzielili się wsiami i od ich nazw przyjęli nazwiska, stąd Okszyńscy, Radoszewscy, Błeszyńscy i Siemkowscy. Tak więc już w 2 poł. XV w. Siemkowice należały do Siemkowskich herbu Oksza. Z tego rodu pojął żonę Marcin Bielski, kronikarz z Białej, gdzie osiadł na stałe w majątku żony. O tym, że Siemkowscy byli posiadaczami wsi jeszcze w XVI w., świadczy kamienna tablica wmurowana w ścianę kościoła z postacią rycerza i napisem po łacinie (w tłumaczeniu: "Tu spoczywa W. Pan Jerzy Siemkowski R. 1564"). Kolejnymi właścicielami wsi byli Święccicy h. Jastrzębiec, a od XVIII/XIX w. do 1945 r. rodzina Fundament-Karśnickich również h. Jastrzębiec. 5 października 1900 r. spaliła się prawie cała wieś z wyjątkiem kościoła, dworu i kilku zabudowań gospodarczych.
Już Werszowicowie „postawili tu mocny zameczek na wyspie między wody”. Najstarsza faza dworu obronnego pochodzi zapewne z lat 1441-56. Obiekt został rozbudowany w poł. XVII w. i przebudowany w XVIII i poł. XIX w. Wzniesiono go na planie kwadratu, jest parterowy i podpiwniczony. W części wsch. posiada grube mury z kamienia polnego, będące pozostałością budowli XV-wiecznej. Zachowały się renesansowe obramienia okienne, cztery kamienne portale, nadproża wsparte na kroksztynach oraz w jednej z izb profilowana belka drewniana z data „1692”. Odrestaurowany w l. 1952-3. Obok murowanego dworu – zameczku, do niedawna (ok. 1990 r.) istniał typowy dworek szlachecki z XVIII w. Obok miejsca gdzie stał pozostała lipa szerokolistna o wysokości pona 20 m i ponad 750 cm w obwodzie. Kościół św. Marcina zbudowano w 1879 r. na miejscu poprzedniego z 1603 r. Dobudowany jest do monumentalnej wieży (dołem czworobocznej, górą – ośmiobocznej) stanowiącej pozostałość najstarszego kościoła gotyckiego, zapewne z XV w. Najstarszymi zabytkami są renesansowe płyty nagrobne z XVI w. Jerzego Siemikowskiego i Zofii z Bielskich Boguckiej, wmurowane w ściany nawy i zasłonięte konfesjonałami, oraz obrazy Rafała Hadziewicza z XIX w. Do 1985 r. w kościele było jeszcze kilka tablic epitafijnych zdobionych kolorowymi herbami, wśród nich – tablica poświęcona pamięci Ludwika Niemojowskiego, katorżnika, a potem warszawskiego literata.

## Zabytki
Według rejestru zabytków Narodowego Instytutu Dziedzictwa na listę zabytków wpisane są obiekty:
- wieża kościoła parafialnego, XV w., nr rej.: 565-XIV-68 z 9.01.1951 oraz 251 z 31.08.1967
- dwór obronny, koniec XVII w., nr rej.: 651 z 31.08.1967
- park, nr rej.: P-XIV-1 z 21.12.1946

## Wspólnoty wyznaniowe
- Kościół rzymskokatolicki – Parafia św. Marcina BW w Siemkowicach[10]
- Mesjańskie Zbory Boże (Dnia Siódmego) – punkt misyjny w Siemkowicach podległy zborowi w Bytomiu[11]

## Osoby związane z Siemkowicami
- Stanisława Dziegieć z domu Wróblewska (1896-1988) – polska nauczycielka, społecznik
- Wincenty Dziegieć (1894-1976) – polski nauczyciel, społecznik i wieloletni kierownik szkoły w Siemkowicach
- Ludwik Niemojowski herbu Wierusz (1823-1892) – nowelista, dramaturg, etnograf
- Maria Marchewkowa (1925-2005) – poetka
- Antoni Straszak (zm. 2006) – rzeźbiarz
- Stefan Łakomy – kronikarz
- Robert Warzycha (ur. 1963) – polski piłkarz, trener piłkarski, reprezentant Polski

## Galeria

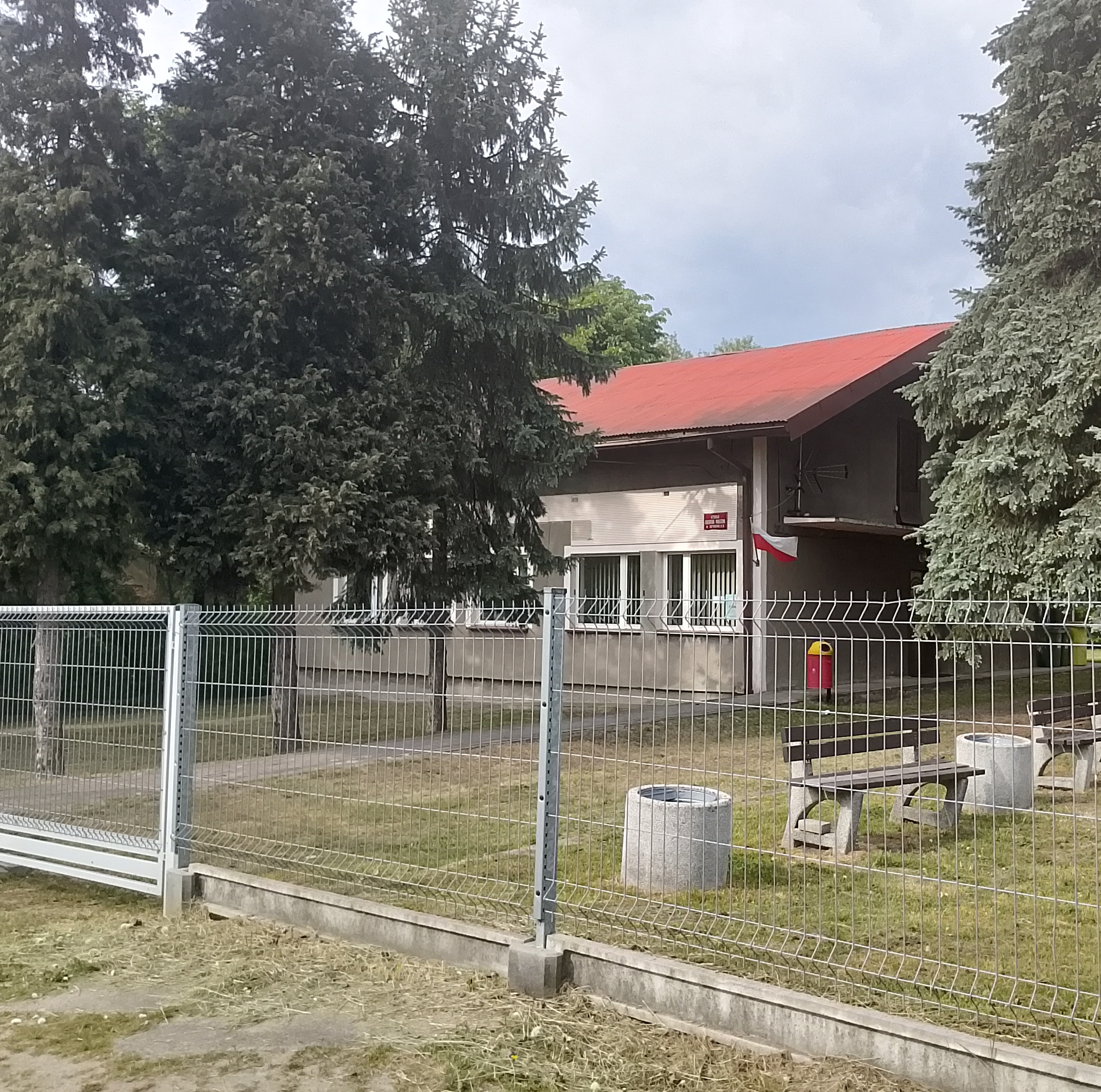
Gminna Biblioteka Publiczna w Siemkowicach
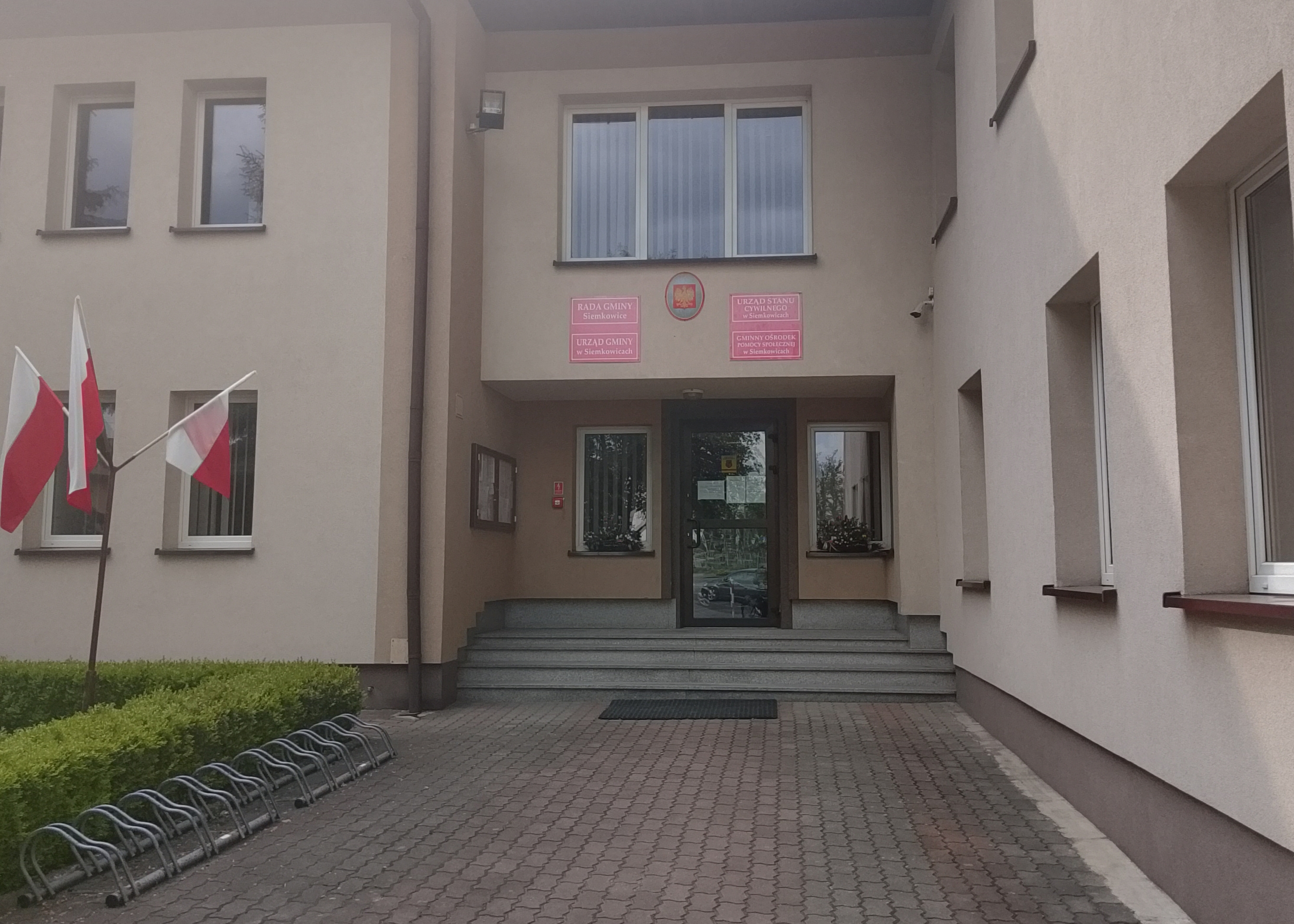
Siedziba Urzędu Gminy Siemkowice
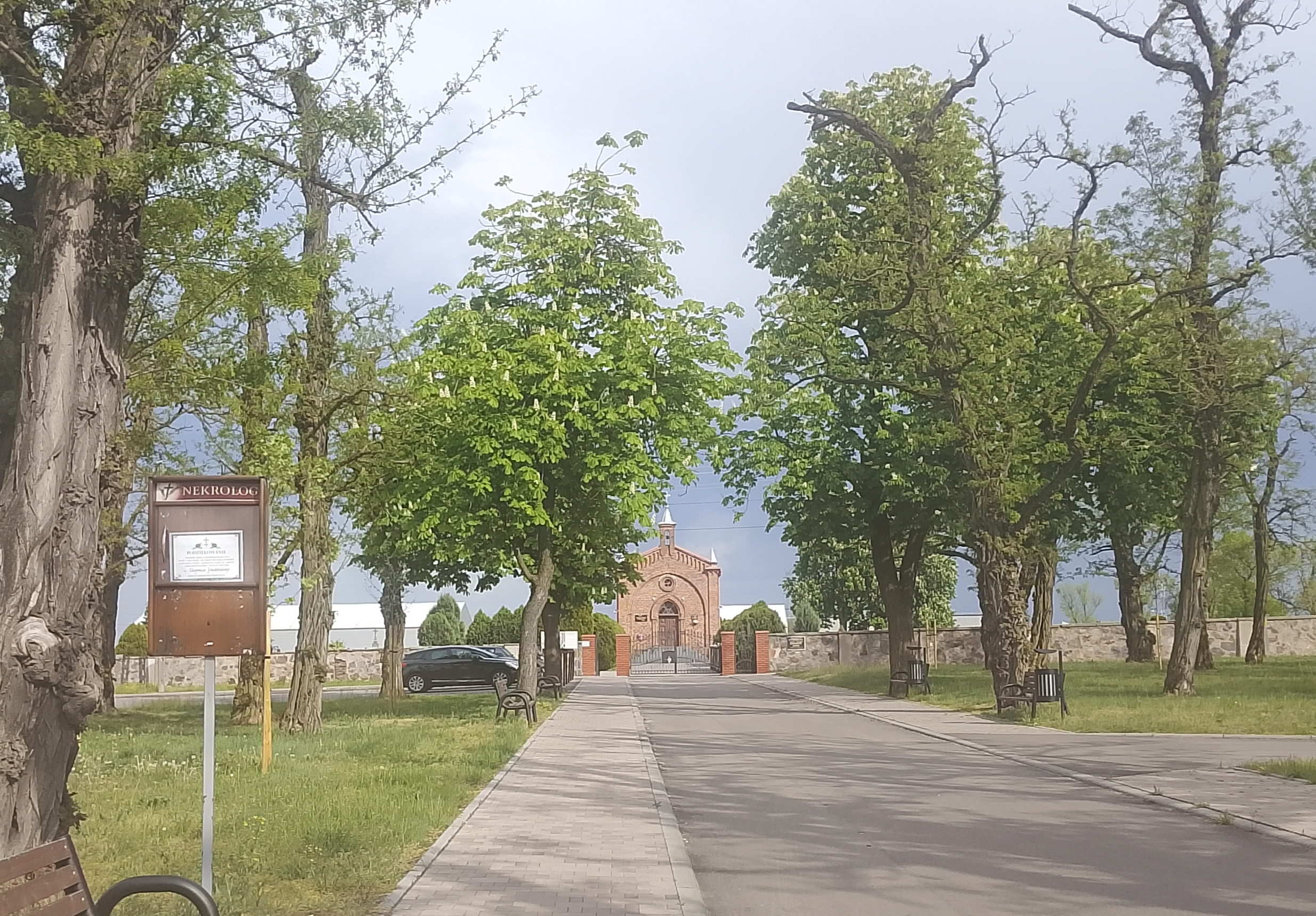
Kaplica cmentarna
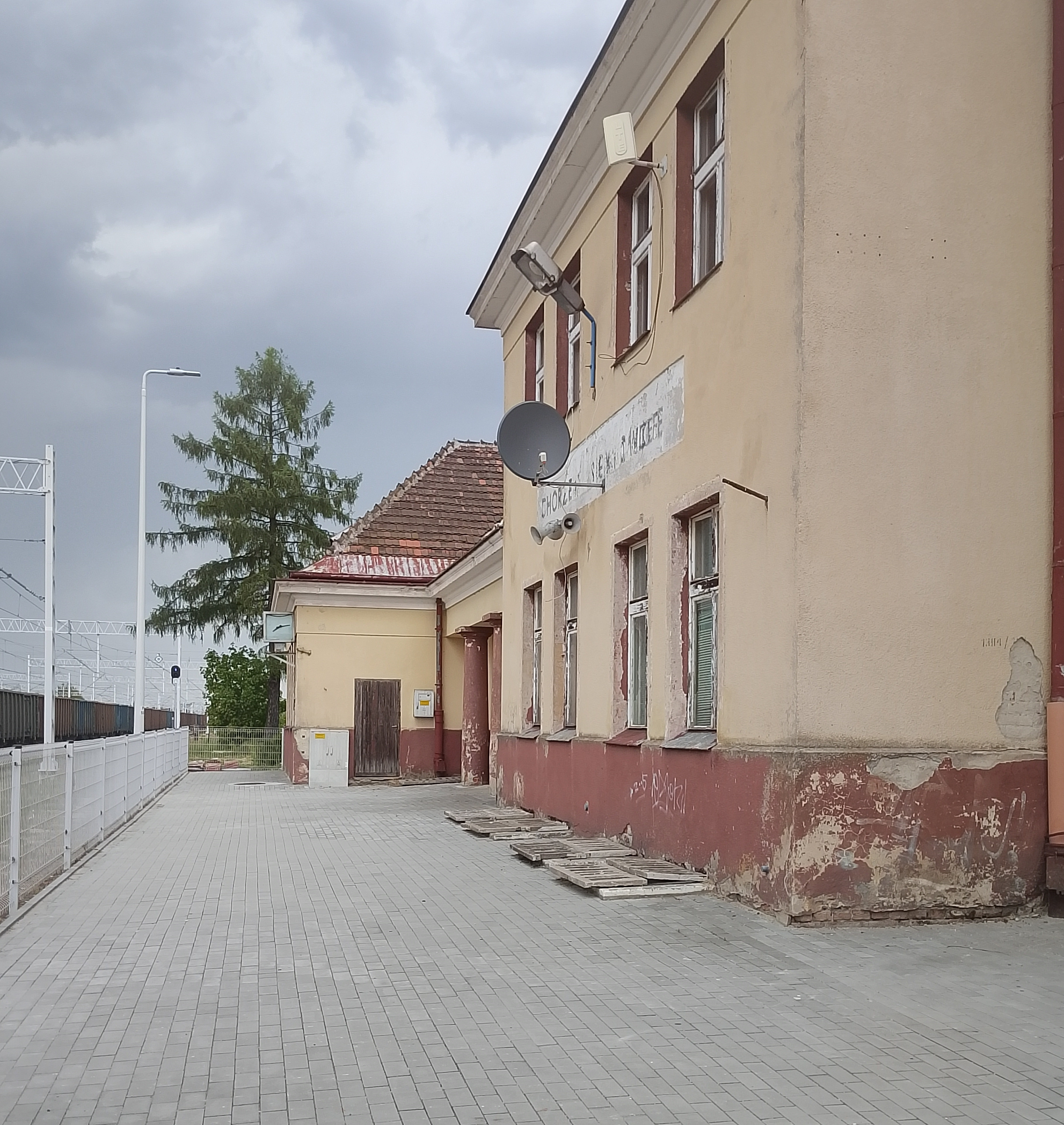
Stacja kolejowa Chorzew-Siemkowice